# Michaił Kirponos

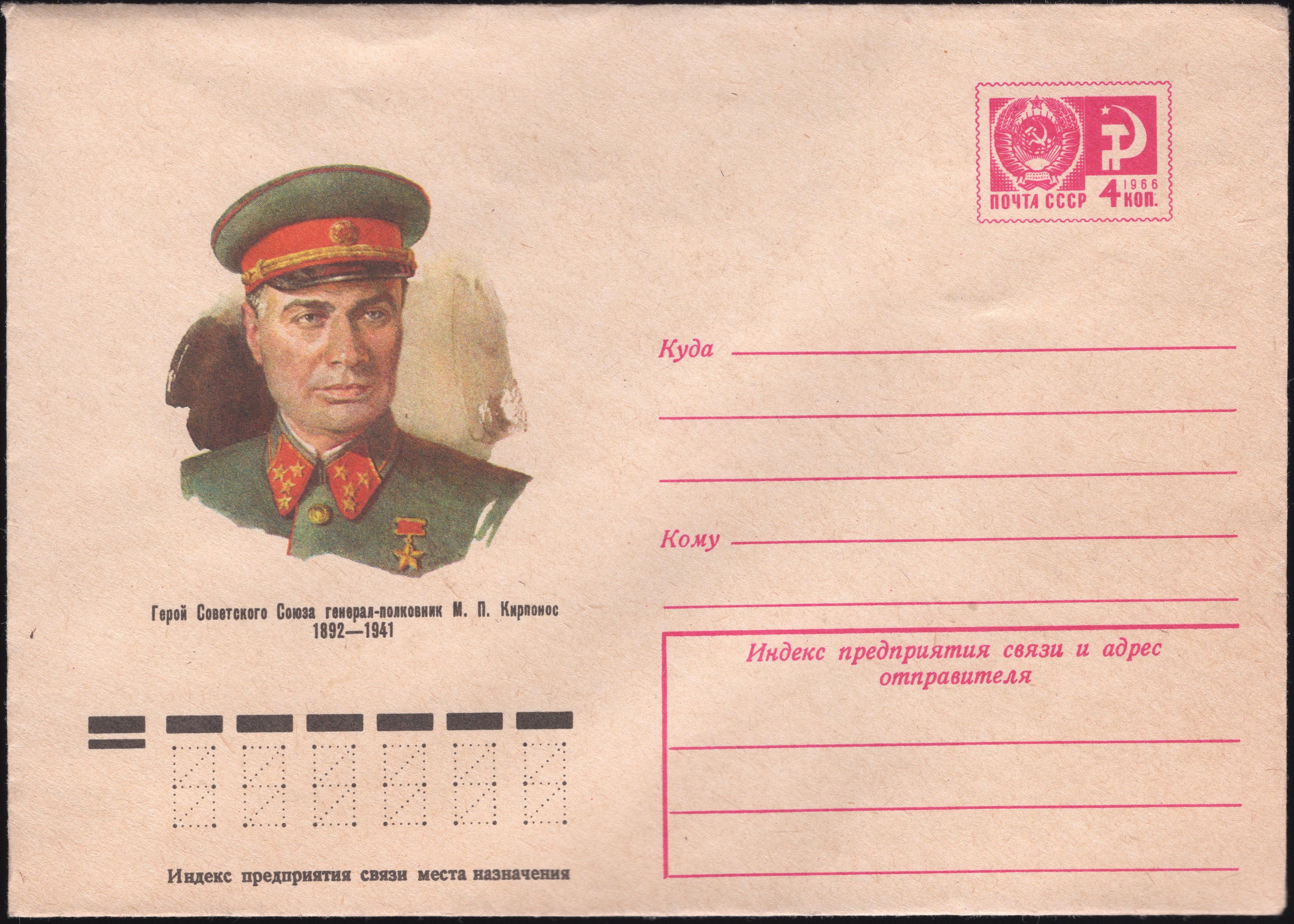
Koperta z okresu Związku Radzieckiego z podobizną gen. Michaiła Kirponosa

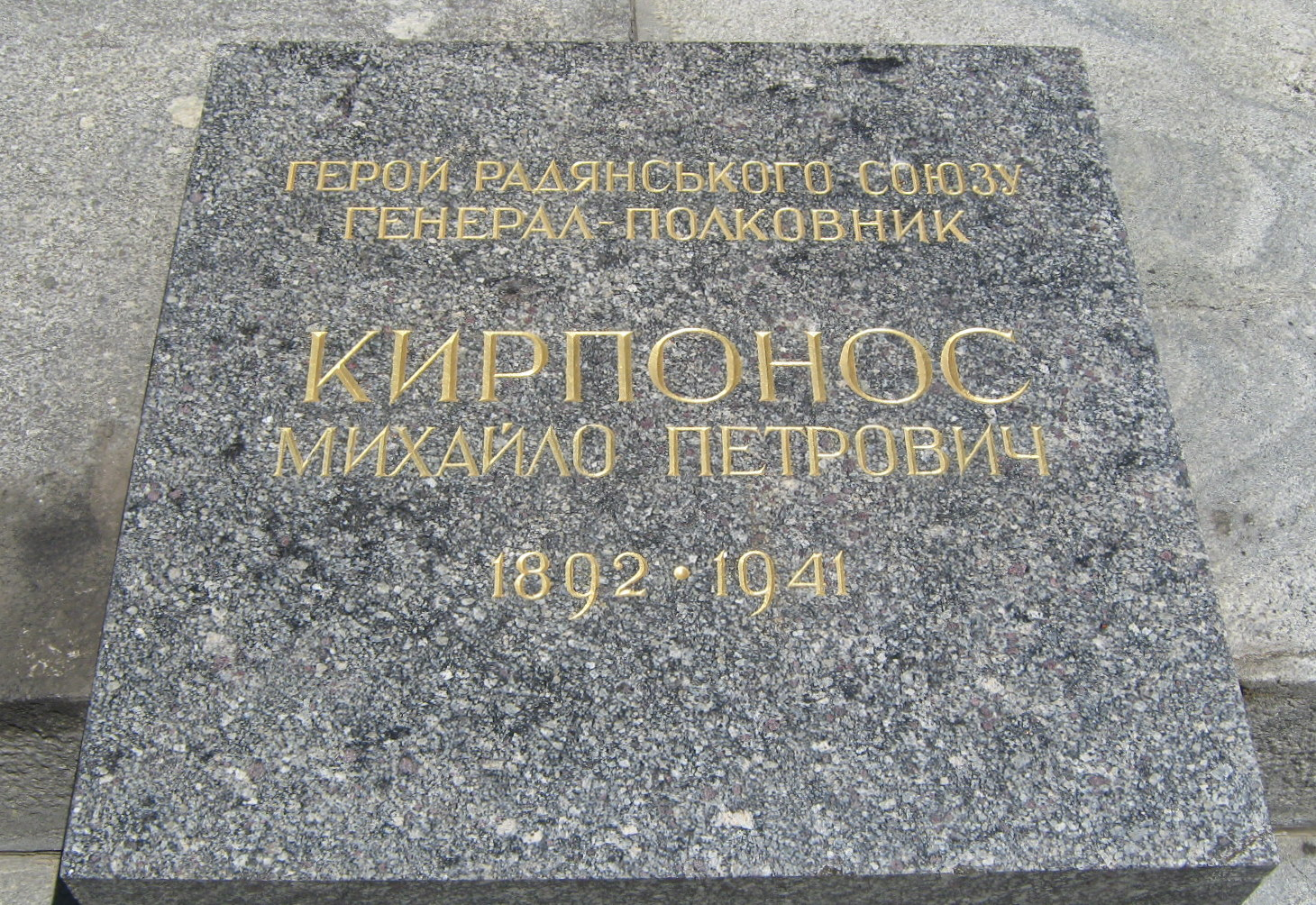
Nagrobek Michaiła Kirponosa w Kijowie

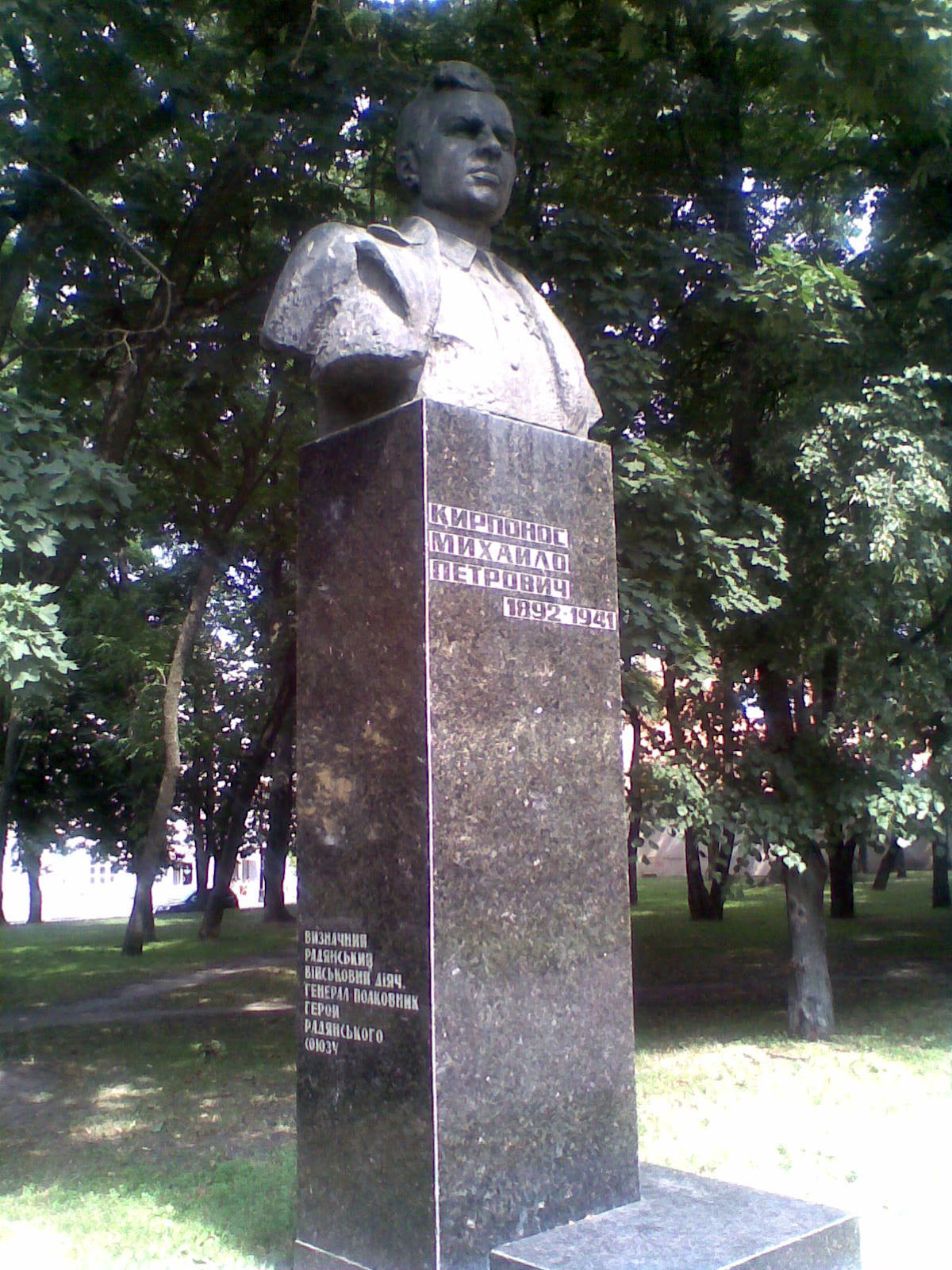
Pomnik Michaiła Kirponosa w Czernihowie

Michaił Pietrowicz Kirponos, ros. Михаи́л Петро́вич Кирпоно́с (ur. 31 grudnia 1891?/12 stycznia 1892 w Wiertiewce, zm. 20 września 1941 w chutorze Drjukowszczyna) – radziecki dowódca wojskowy, generał pułkownik, Bohater Związku Radzieckiego.

## Życiorys

### Początek służby
Urodził się na Ukrainie w biednej rodzinie chłopskiej. Jego rodzice nie posiadali własnej ziemi i żyli z pracy najemnej na roli. W 1899 roku rozpoczął naukę w szkole przycerkiewnej. W 1900 przeszedł do szkoły ziemskiej. Ukończył tam trzy klasy, a następnie w roku 1903 wstąpił do Borzienskiej Szkoły Ogrodniczej. Naukę przerwał z powodu braku środków do życia i ciężkiej materialnej sytuacji rodziców. Przez kolejne lata pracował w leśnictwie. 
W momencie powołania do armii carskiej we wrześniu 1915 pracował jako dozorca w szkółce leśnej. W czasie I wojny światowej początkowo służył w 126 zapasowym pułku piechoty, a po ukończeniu szkoły felczerów wojskowych w 1917 przebywał na froncie rumuńskim jako kompanijny felczer 285 pułku piechoty. Po rewolucji październikowej, jesienią 1917, został wybrany przez żołnierzy przewodniczącym pułkowej Rady Żołnierskiej i członkiem rady rewolucyjnej 5 dywizji, a następnie przewodniczącym Rady Żołnierskiej XXVI Korpusu. W 1918 został zdemobilizowany i powrócił do rodzinnej wsi, wstąpił do WKP(b) oraz Armii Czerwonej i uczestniczył w wojnie domowej na Ukrainie. W jej trakcie walczył m.in. w szeregach 1 Ukraińskiej Dywizji Powstańczej oraz jako komendant Staroduba formował oddziały „czerwonych” (22 pułk piechoty). 
Po zakończeniu walk z białymi był kolejno: zastępcą komendanta i komendantem szkoły kwatermistrzowskiej (1921), zastępcą komisarza szkoły podoficerskiej w Kijowie (1921) i zastępcą ds. politycznych komendanta szkoły podoficerskiej w Charkowie (1922–1927), dowódcą batalionu 130 pułku piechoty (1927–1928), zastępcą szefa, a następnie szefem ds. wyszkolenia szkoły podoficerów WCIK (1928–1929), zastępcą szefa sztabu 51 dywizji piechoty (1929–1931) i dowódcą tej dywizji (1931–1934), komendantem Tatarsko-Baszkirskiej Szkoły Ogólnowojskowej im. CKW Baszkirskiej ASRR (1934–1939). W tym czasie ukończył również Akademię Wojskową im. Michaiła Frunzego (1923–1927). W 1935 został awansowany do stopnia kombryga. W okresie czystek stalinowskich w armii dał się poznać jako aktywny uczestnik walki z „trockistami” i wierny stronnik partii. Od tego okresu jego kariera w armii nabrała zawrotnego tempa – z drugorzędnego stanowiska komendanta szkoły oficerskiej w Azji, w ciągu dwóch lat awansował na dowódcę dywizji, korpusu i następnie na dowódcę nadgranicznego okręgu wojskowego (w grudniu 1939 dowódca 70 dywizji piechoty, od kwietnia 1940 dowódca 49 Korpusu Strzeleckiego, od czerwca 1940 dowódca Leningradzkiego Okręgu Wojskowego, od stycznia 1941 dowódca Kijowskiego Specjalnego OW.

### Wojna radziecko-fińska
W błyskawicznej karierze pomogła mu również postawa wykazana w czasie wojny fińskiej. Na front zgłosił się na ochotnika będąc komendantem szkoły w Kazaniu. Jako dowódca 70 Dywizji Strzeleckiej odznaczył się podczas forsowania Zatoki Wyborskiej, za co 21 marca 1940 otrzymał tytuł Bohatera Związku Radzieckiego. Wraz z wprowadzeniem stopni generalskich w Armii Czerwonej, 5 czerwca 1940 został mianowany generałem porucznikiem. W przeddzień agresji Niemiec na ZSRR (od 22 lutego 1941 generał pułkownik) stanął na czele najsilniejszego okręgu wojskowego ZSRR, liczącego w sumie cztery armie i kilka samodzielnych korpusów – w sumie około miliona żołnierzy.

### Agresja Niemiec na ZSRR
Tuż przed atakiem wojsk III Rzeszy na Związek Radziecki uprzedził Józefa Stalina o planowanym ataku. Zaproponował również ewakuowanie ludności oraz przygotowanie pozycji obronnych i zapór przeciwczołgowych. Nie uzyskał jednak akceptacji dla swoich działań, które według dowództwa mogłyby zostać uznane za prowokację wobec Niemców.
W momencie ataku Hitlera na ZSRR kierowany przez niego okręg kijowski został przekształcony we Front Południowo-Zachodni, a gen. Kirponos objął nad nim dowodzenie. Nie był w stanie efektywnie przeciwdziałać szybkim atakom niemieckiej Grupy Armii „Południe”. Pomimo kontrataków, podległy mu front w ciągu kilku tygodni został wyparty przez Niemców pod Kijów, a jedyną zasługą Kirponosa (o ile bardziej nie podległych mu generałów: Bagramiana i Purkajewa) był fakt, że dowodzony przez niego front nie został przerwany, a jego sztab zachował łączność ze Stawką i podległymi mu armiami. Podczas bitwy o Kijów został on jednak rozczłonkowany, armie otoczone i rozbite niespodziewanym atakiem prawego skrzydła niemieckiej Grupy Armii „Środek” (w sumie w niemieckie ręce trafiło ponad 660 tys. radzieckich żołnierzy, 3700 dział i blisko 900 pojazdów pancernych). Niemal do końca bitwy, w myśl „życzenia” Stalina Kirponos był przeciwny oddaniu Kijowa i ewakuacji za Dniepr. Kiedy 18 września Stalin wydał w końcu rozkaz odwrotu, było już za późno – 15 września gen. Kirponos wraz ze swoim sztabem został zamknięty przez niemieckie zagony pancerne w wielkim kotle pod Kijowem wraz z siłami 5, 21, 26 i 37 Armii. Odmówił ewakuacji drogą powietrzną i pozostawienia frontu bez pisemnego rozkazu. Zginął kilka dni później wraz z najbliższymi członkami swojego sztabu – generałami: Tupikowem i Pisariewskim – podczas nieudanej próby wyrwania się z okrążenia k. chutoru Drjukowszczyna na pn.-zach. od Połtawy. Pochowany w miejscu śmierci, we wrześniu 1943 został ekshumowany i przeniesiony do Kijowa. Obecnie spoczywa w Alei Poległych Bohaterów w Kijowie. Od wielu lat istnieje hipoteza, że ciężko ranny zginął śmiercią samobójczą.
Obok gen. Dmitrija Pawłowa (dowódcy Frontu Zachodniego) jest jednym z najbardziej krytykowanych wyższych dowódców wojskowych pierwszego okresu wojny, uważanym za współodpowiedzialnego klęski Armii Czerwonej w lecie 1941. Zarzuca się mu ogólną niekompetencję oraz kierowanie się w swoich działaniach politycznymi wytycznymi Stawki i bezpośrednimi rozkazami Stalina.

## Życie osobiste
Był dwukrotnie żonaty, po raz pierwszy z olimpijką Wasiliewną Plakową, z którą ożenił się w roku 1911 i rozwiódł w 1919. W tym samym roku ożenił się po raz drugi z Polką, Zofią Aleksandrowną Piotrowską (jej brat Jan Piotrowski w 1924 lub 1925 uciekł do Polski, ojca wraz z resztą rodziny zesłano w 1930 roku do Ałma-Aty). Z pierwszego małżeństwa miał córki, które po rozwodzie znalazły się na jego wychowaniu. Z drugą żoną miał trzy córki.

## Opinie
„Był on człowiekiem stworzonym do służby wojskowej i w czasie wojny z białofinami dał się poznać jako odważny i posiadający silną wolę dowódca (...) odważny, bohaterski dowódca poległ w dniach ciężkiej próby, pozostawiając po sobie dobrą i świetlaną pamięć w sercach tych, którzy go znali”.
Marszałek Związku Radzieckiego Kiriłł Moskalenko
„Niezaprzeczalnie odważny i stanowczy człowiek, ale jeszcze nie dojrzał do swojego stanowiska. Nie raz rozmawialiśmy o tym między sobą, rozmawialiśmy spokojnie, nie widząc w tym czasie pokoju większego problemu, zapominając, że okręg przygraniczny z początkiem działań wojennych przekształci się we front”.
Dowódca 8 Korpusu Zmechanizowanego Armii Czerwonej, generał porucznik Nikołaj Popiel
„Człowiek wybitnie skromny, niezbyt ambitny (...) Troskliwy ojciec i mąż – inny szybko by się rozwiódł z córką represjonowanego Polaka. „Piętno” w aktach osobowych zmywał gorliwą współpracą z organami”.
Mark Sołonin, historyk